# Mnium geniculatum
Mnium geniculatum är en bladmossart som först beskrevs av Villars och Bridel, och fick sitt nu gällande namn av Palisot de Beauvois 1805. Mnium geniculatum ingår i släktet stjärnmossor, och familjen Mniaceae. Inga underarter finns listade i Catalogue of Life.